# Изменчивый слизень
Изменчивый слизень, или гигантский слизень Брандта (лат. Eumilax brandti) — вид наземных стебельчатоглазых брюхоногих моллюсков рода Eumilax семейства лимацид (Limacidae). Крупный слизень длиной до 250 мм. Окраска и рисунок сильно варьируют. Чаще всего слизни одноцветно шоколадные или чёрные. Иногда киль светлый. Двухцветные особи имеют коричневую окраску со светлыми пятнами, либо же кремовую окраску с коричневыми пятнами, которые могут сливаться в продольные полосы. Вид распространён на Большом и Малом Кавказе, а также на черноморских склонах Понтийских гор Малой Азии. Обитает во всех типах леса, чаще всего встречаясь по тенистым сырым ущельям горных рек. Выше леса живёт в каменистых и скальных биотопах субальпийской и альпийской зон. Активен ночью. В дневное время даже во время дождя прячется в щелях скал и крупноблочных осыпей, а также в сырых дуплах и под валежинами.

## Описание
Крупный слизень: длина ползущей особи до 250 мм, сокращённой — до 150 мм, ширина до — 22 мм, длина мантии — до 47 мм. Тело длинное и стройное, напоминает представителей рода Limax. При слабом сокращении длина мантии занимает немного меньше 1/3 тела, при сильном — несколько больше. Передняя часть мантии закруглённая, задняя с тупым углом, а при сокращении становится овальной. Мантийная щель удалена от передней части мантии на 1/3 её длины. Киль хорошо развит, всегда простираясь до мантии, и иногда плавно снижаясь к ней. Морщины длинные и нежные. У взрослых особей между килем и мантийной щелью размещается 22—40 рядов морщин.
Окраска и рисунок сильно варьируют. Чаще всего слизни одноцветно шоколадные или чёрные. Иногда киль светлый. Двухцветные особи имеют коричневую окраску со светлыми пятнами, либо же кремовую окраску с коричневыми пятнами, которые могут сливаться в продольные полосы. Особи с крупным пятнистым рисунком чаще всего встречаются высоко в горах. Боковые доли подошвы обычно темнее срединной. Слизь бесцветная, умеренно жидкая.

Разнообразие окраски у слизня Eumilax brandti
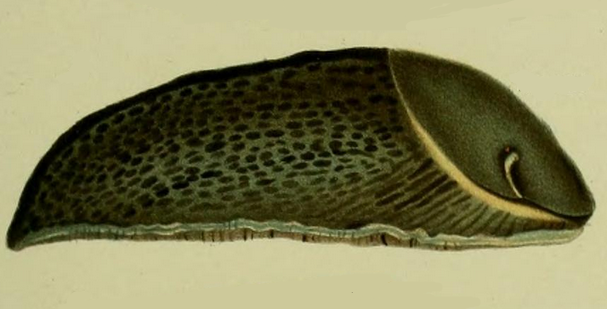
Одноцветная форма
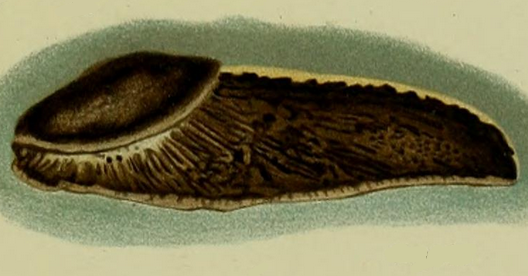
Слизень со светлым килем
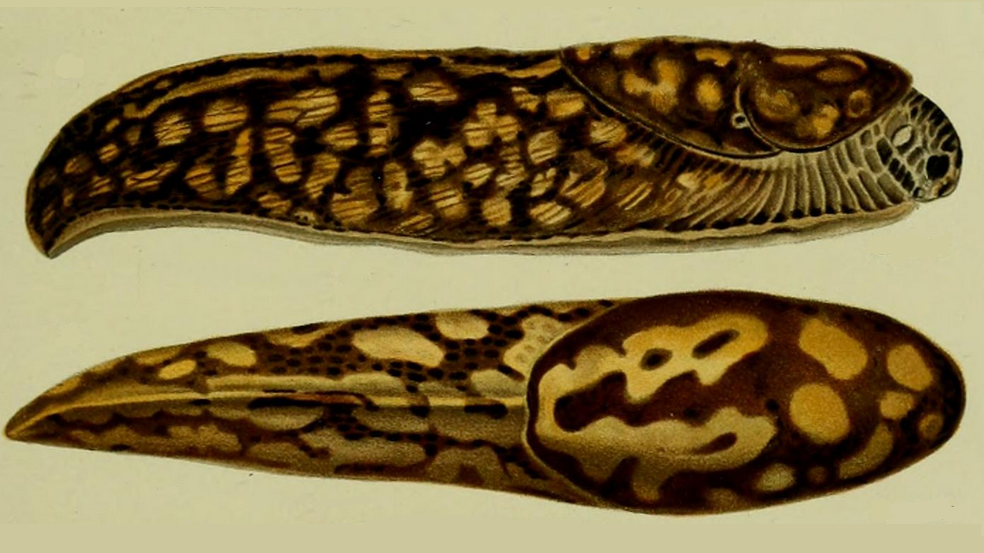
Слизни со светлыми пятнами на тёмном фоне
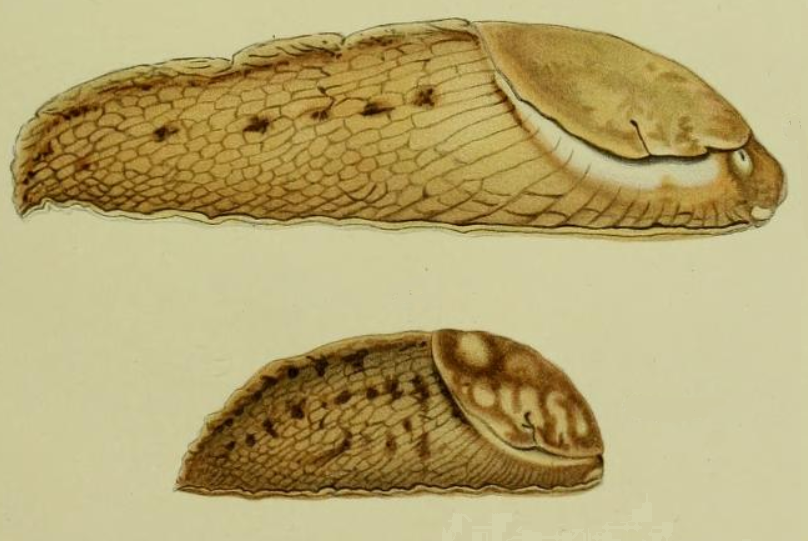
Особи с пятнами на светлом фоне

Радула с хорошо развитыми эктоконами и эндоконами на срединном и боковых зубах и однозубцовыми кинжаловидными краевыми зубами, число последних во много раз больше боковых. Срединный зуб заметно меньше боковых.
Кровеносная сеть лёгкого состоит из крупного участка перед сердцем и участка меньшего размера позади сердца над почкой.
Половая система характерна для рода Eumilax. В отличие от Eumilax intermittens гермафродитный проток у E. brandti сильно извит, а конец флагеллума тупой или закруглённый.

## Распространение
Вид распространён в горно-лесных и горно-луговых зонах северных и южных отрогов Большого Кавказа (от Сочи и горы Фишт на западе до Гуниба и Закаталы на востоке), на Сурамском, Триалетском, Аджаро-Имеретинском, Шавшетском хребтах Малого Кавказа, на черноморских склонах Понтийских гор Малой Азии и в бассейне реки Чорох. Указание об обитании этого вида в окрестностях Анкары, вероятно, ошибочно.

## Образ жизни
В пределах ареала вид обитает во всех типах леса, чаще всего встречаясь по тенистым сырым ущельям горных рек. Выше леса живёт в каменистых и скальных биотопах субальпийской и альпийской зон. Активен ночью. В дневное время даже во время дождя прячется в щелях скал и крупноблочных осыпей, а также в сырых дуплах и под валежинами.
Слизень откладывает яйца во влажные укрытия. Яйца прозрачные, бесцветные, овальной формы. Их размер — от 6 × 8 до 8 × 9 мм. Вылупление происходит на 20—45-й день после откладки. Только что вылупившиеся слизни имеют розоватую окраску. Длина при ползании составляет 14 мм. Мантия покрыта крупными сосочками, которые исчезают после фиксации. В первые дни жизни большинство слизней имеет тёмный рисунок в виде полос и пятен различной формы на спине и мантии, но также встречаются единичные одноцветно розовые особи. Половой зрелости слизни достигают при длине не менее 60 мм в сокращённом состоянии.

## Охрана
С 2013 года занесён в красную книгу Карачаево-Черкесской Республики как сокращающийся в численности вид. В 2022 году был включён в перечень объектов растительного и животного мира, внесённых в красную книгу Республики Северная Осетия-Алания.
В Карачаево-Черкесской Республике Eumilax brandti был найден в Тебердинском национальном парке в субальпийском и альпийском поясе. Кроме того, вид обитает на территориях Кавказского государственного природного биосферного заповедника имени Х. Г. Шапошникова (был найден преимущественно на субальпийских лугах: гора Амуко, хребет Аишхо, озеро Кардывач, гора Фишт, гора Большая Чура) и Сочинского национального парка (река Ушха).

## Таксономия
Впервые вид был описан немецким зоологом Карлом Эдуардом фон Мартенсом в 1880 году под названием Limax brandti по материалу из коллекции Александра Брандта, найденном в Боржоми в верховьях реки Куры (типовое местонахождение вида). В 1888 году Оскар Бёттгер описал вид Paralimax multirugatus.
В 1902 и 1910 гг. Генрих Зимрот описал большое число вариететов данного вида и ряд других видов, которые в настоящее время рассматриваются как синонимы Eumilax brandti. Автор различал эти таксоны по окраске, рисунку и числу рядов морщин между килем и мантийной щелью.
В 1980 году Илья Михайлович Лихарев и Анджей Хуберт Виктор свели Paralimax multirugatus и вышеупомянутые виды и вариететы Зимрота в синонимы к Eumilax brandti, указывая, что его изменчивая окраска не связана с остальными особенностями строения, а число морщин увеличивается с возрастом и внешне зависит от степени сжатия слизня при фиксации.

### Синонимы
Синонимами Eumilax brandti являются следующие названия:
- Eumilax kalischewskii (Simroth, 1910)
- Gigantomilax brandti  (E. von Martens, 1880)
- Gigantomilax brandti var. ciscaucasica  Rosen, 1903
- Limax brandti  E. von Martens, 1880
- Paralimax albocarinatus  Simroth, 1902
- Paralimax albomaculatus  Simroth, 1902
- Paralimax brandti  (E. von Martens, 1880)
- Paralimax brandti f. coriaceus  Simroth, 1902
- Paralimax brandti f. lilacinus  Simroth, 1902
- Paralimax brandti f. notatus  Simroth, 1902
- Paralimax brandti f. nubilus  Simroth, 1902
- Paralimax gracilis  Simroth, 1902
- Paralimax gyratus  Simroth, 1902
- Paralimax kalischewskii  Simroth, 1910
- Paralimax marmoratus  Simroth, 1901
- Paralimax multirugatus  O. Boettger, 1888
- Paralimax niger  Simroth, 1902
- Paralimax niger f. nigerrimus  Simroth, 1902
- Paralimax ochraceus  Simroth, 1902
- Paralimax salamandroides  Simroth, 1902

### Типовые экземпляры
Лектотипы многих синонимов и вариететов Eumilax brandti были обозначены Лихаревым и Виктором. Почти все они хранятся в Зоологическом институте Российской Академии наук. К ним относятся 2 экземпляра Paralimax br. coriaceus (лектотип найден на горе Накерала близ Тквибули), 6 экземпляров Р. br. nubilis (лектотип найден в том же месте), 4 экземпляра Р. salamandroides (лектотип найден у деревни Куэли близ горы Галахой-лам), Р. gyratus (голотип найден в долине реки Лабы) и 6 экземпляров Р. kalischewskii (лектотип найден в верховьях реки Белой). Три типовых экземпляра Paralimax gracilis хранятся в Зоологическом музее Хельсинкского университета (лектотип найден в Имеретии близ Опстшети). Места хранения типовых экземпляров остальных синонимов неизвестны.

## Комментарии
1. ↑  f. typica = multirugarus Bttg.
2. ↑  f. albocarinata Simr. = niger Simr. = griseus Simr.
3. ↑  f. ochraceus Simr. = nubilus Simr. = notatus Simr.
4. ↑  Заявленная дата публикации 1901 год, но см. Zoologisches Centralblatt, 9[13] (с. 702): «Die… im Sommer 1902 herausgegebene Monographie» («… монография, изданная летом 1902 года»)[14].